# Bartosz Żukowski
Bartosz Żukowski (ur. 9 czerwca 1975 w Warszawie) – polski aktor, który zyskał popularność dzięki roli Waldemara Kiepskiego w serialu telewizyjnym Polsatu Świat według Kiepskich.

## Życiorys
Mieszkał w Miastkowie Kościelnym w powiecie garwolińskim.
Jest absolwentem Studia Teatralnego przy Teatrze Ochoty w Warszawie. Studiował w PWST w Warszawie, lecz studiów nie ukończył. Studiował także prawo w Europejskiej Wyższej Szkole Prawa i Administracji w Warszawie.
Był związany z Violettą Arlak. Następnie ożenił się z Ewą Coll, rozwiedli się. Mają córkę Polę (ur. 20 grudnia 2009).

## Filmografia
- 1992: Pierścionek z orłem w koronie – podwładny Kosiora
- 1993: Samowolka – kelner Grzelak
- 1993: Pożegnanie z Marią – żołnierz
- 1993: Palec boży (spektakl telewizyjny) – subiekt
- 1993: Dwa księżyce – syn Ludwisia
- 1994: Zawrócony – chłopak
- 1994: Molly – Igor, wspólnik Dominika
- 1995: Tato – asystent reżysera
- 1995: Ekscelencja (spektakl telewizyjny) – Fałalej
- 1995: Cwał – robotnik na akademii
- 1996: Szamanka – student AGH
- 1996: Nocne graffiti – żołnierz
- 1996: Dom (serial telewizyjny) – student, kolega Marka (odc. 13-14)
- 1997: Wniebowstąpienie (spektakl telewizyjny) – młody facet
- 1998: Brand (spektakl telewizyjny) – Einar
- 1999–2005, 2011–2021: Świat według Kiepskich –
  - Waldemar „Walduś / Cyc” Kiepski,
  - Waldemar VI Kiepski (odc. 5),
  - Umcia Umcia pod postacią Waldka (odc. 6),
  - Waldemar Małolepszy (odc. 70),
  - Belzebub / Waldemort (odc. 157)
- 1999: Pierwszy milion – Witold Hoffman
- 1999: Krugerandy – Mucha
- 2001: Szkoła obmowy (spektakl telewizyjny) – Józef
- 2002: Gorący temat – Wariat, współwięzień Bończyka
- 2003: Warszawa (film) – Rysio, kumpel Misia
- 2003: Ubu Król – Józek
- 2004: Książę nocy (spektakl telewizyjny) – Zbyszek Młotek
- 2004: Atrakcyjny pozna panią… – sołtys Wojtuś
- 2005: Lawstorant – więzień
- 2005: Kryminalni – Dobi Bogucki (odc. 20)
- 2006: Tylko mnie kochaj – posterunkowy
- 2006: Summer love – blondyn
- 2006: Jasne błękitne okna – Kamil
- 2006: Faceci do wzięcia – Mariusz Lipko, dyrektor agencji reklamowej (odc. 2, 13)
- 2006: Egzamin z życia – Żelowy, wspólnik Luizy Żerwe (odc. 44, 54, 58)
- 2006: Czeka na nas świat – Sproket, kolega Piotra
- 2007: Tylko miłość – gangster Mariusz „Korba”
- 2008: WW. II behind closed doors. Stalin, the nazis and the west – oficer KGB
- 2008: Skorumpowani – chemik Cygara
- 2008: Pora mroku – Thorn
- 2008: Niezawodny system – Mietek, pomocnik komornika
- 2009: Hel (film 2009) – Mały
- 2009: Dom zły – Hawryluk
- 2010: Ojciec Mateusz – żołnierz Łuczaka (odc. 47)
- 2010: Nowa – Radosław Jawor (odc. 13)
- 2011: Komisarz Alex – Mrówka (odc. 2)
- 2011: Pierwsza miłość (serial telewizyjny) – jubiler Olaf Łęcki
- 2012: Obława – Waniek
- 2012: Hotel 52 – Jurek (odc. 64)
- 2013: Świat Walerego (etiuda szkolna) – Olek
- 2013: Drogówka – Wójcik
- 2014: Ojciec Mateusz – Jaro (odc. 155)
- 2015: Moje córki krowy – uzdrowiciel
- 2015: Komisarz Alex – Nowak (odc. 86)
- 2016: Koronka (etiuda szkolna) – kupiec
- 2017: Serce nie sługa – prawnik
- 2018: Zabawa, zabawa – wujek Magdy
- 2018: Trzecia połowa – piłkarz drużyny przeciwnej (odc. 1)
- 2018: Ojciec Mateusz – Andrzej Kowal (odc. 255)
- 2018: Jak pokonać kaca – Łukasz
- 2018: Audsajder – więzień
- 2019: Komisarz Alex – Edek Stefczak (odc. 148)
- 2020: Raz, jeszcze raz – Mikser
- 2021: Ojciec Mateusz – Świrus Kozłowski, brat Andrzeja (odc. 329)
- 2022: Święty – Dominik Wróbel[6]
- 2022- : Krucjata - Kierowca auta dostawczego
- 2024: Zatoka szpiegów – dozorca
- 2025: Aniela – łysy sąsiad